# Oblus Batken
Das Oblus  Batken (kirgisisch Баткен облусу Batken oblussu; russisch Баткенская область Batkenskaja oblast) ist einer von sieben Verwaltungsbezirken (Oblus) in Kirgisistan in Zentralasien.
Batken liegt im äußersten Südwesten des Landes und wird im Norden, Süden und Westen von Usbekistan bzw. Tadschikistan begrenzt. Das Oblus hat eine Fläche von 16.995 km² und 561.443 Einwohner. Es verzeichnet mit 2,1 % eine der höchsten Bevölkerungswachstumsraten des Landes. Im Oblus Batken befindet sich der Gletschersee Aiköl.
Das Verwaltungszentrum des Oblus ist die Stadt Batken. Das Oblus umschließt sechs Enklaven: Zu Usbekistan gehören Soʻx, Chon-Qora, Jangail  und Shohimardon, zu Tadschikistan gehören Kairagatsch und Woruch.

## Geographie
Die Topographie ist vielfältig: der tiefste Punkt Kirgisistans liegt mit 401 m im westlichsten Rajon Leilek, gleichzeitig besteht ein großer Teil des Oblus aus Hochgebirgen. Der Oblus misst von Ost nach West 450 Kilometer, von Nord nach Süd etwa 100 Kilometer.
In Batken soll es um die 500 Gletscher geben, die meisten davon an den Hängen des Turkestangebirges und des Alaigebirges. Das Oblus ist reich an Mineralien. Besonders Antimon wurde zu Sowjetzeiten vor allem in Kadamdschai abgebaut. Nach ihrem Zerfall gingen jedoch viele Werke bankrott, auch jenes in Kadamdschai. Bereits in der Antike wurden Mineralien abgebaut. Ein Khan von Buchara ließ zum Tode verurteilte in den Silberminen der Höhle Kan-i-Gut zu Tode arbeiten.
Eine besondere Pflanzenart des Oblus Batken ist die Eduard-Kaiserkrone (lokaler Name айгуль), die in stilisierter Form auch auf der Flagge abgebildet ist. Sie ist in der Roten Liste gefährdeter Arten Kirgisistans aufgeführt; speziell für diese Art wurde das Schutzgebiet Aigül-Tasch eingerichtet. Jedes Jahr wird ein Feiertag zu Ehren der Blume begangen.

## Geschichte
Der Verwaltungsbezirk existiert erst seit 1999, als er vom Oblus Osch abgetrennt wurde. Damit ist er der jüngste Verwaltungsbezirk Kirgisistans. Während des Bürgerkrieges in Tadschikistan zwischen 1991 und 1997 zogen sich muslimische Kampfgruppen teils tief in die Gebirge der Region zurück, da die Grenze unübersichtlich und schlecht zu bewachen ist. Zudem sind hier die Hizb ut-Tahrir sowie die Islamische Bewegung Usbekistans aktiv, die im benachbarten Ferghanatal ihre Hochburg hat. Diese angespannte Lage eskalierte 1999 zum Batken-Konflikt.

## Verkehr

Enklaven im Oblus Batken

Der Oblus liegt verkehrstechnisch ungünstig inmitten von Hochgebirgen (Ausläufer des Pamir), die es vom Rest des Landes trennen. Die einzige Fernverkehrsstraße in Richtung Osch und Bischkek verläuft teilweise über usbekisches Territorium. Auch die Verbindungsstraßen innerhalb des Gebietes verlaufen größtenteils durch die Enklaven der Nachbarländer. Der einzige Grenzübergang zu Tadschikistan ist Kysyl-Bel zwischen den Städten Batken und Isfara. Flughäfen gibt es in Kysyl-Kyja, Batken und Rassakow.

## Wirtschaft
Das Gebiet ist das ärmste Kirgisistans und ist agrarisch geprägt. Besonders bedeutend ist der Anbau von Aprikosen. Zu Sowjetzeiten war die Industrie besser ausgebaut, doch nach der Unabhängigkeit gingen die meisten Betriebe bankrott. Der Abbau von Quecksilber wird in Aidarken immer noch betrieben.
Das BIP beträgt etwa 17,9 Milliarden Som.

## Verwaltungsgliederung
Das Oblus Batken ist in drei Bezirke (Rajons) und 31 Landgemeinden (ajyl okmutu) unterteilt. Folgende Bezirke befinden sich in Batken:
| Bezirksgliederung (Rajons) Oblus Batken | Bezirksgliederung (Rajons) Oblus Batken | Bezirksgliederung (Rajons) Oblus Batken | Bezirksgliederung (Rajons) Oblus Batken |
| Bezirk (Rajon)                          | Verwaltungs- sitz                       | Lage                                    |                                         |
| --------------------------------------- | --------------------------------------- | --------------------------------------- | --------------------------------------- |
| Batken                                  | Batken                                  |                                         |                                         |
| Kadamdschai                             | Kadamdschai                             |                                         |                                         |
| Leilek                                  | Rassakow                                |                                         |                                         |